# Gabriela Spanic
Gabriela Spanic (született Gabriela Elena Spanic Utrera; Ortiz, Guárico, Venezuela, 1973. december 10.) venezuelai modell, színésznő.

## Korai évek
Gaby Spanicnak három testvére van, Daniela az ikertestvére, Patricia a húga, és Antonio az öccse. A család gyökerei Horvátországba nyúlnak vissza, ugyanis Gaby édesapja, Casimiro Spanic 1947-ben telepedett át Venezuelába.
Gaby gyermekkorában arról álmodozott, hogy balett-táncos vagy színésznő lesz. Tagja volt Marjorie Flores balettársulatának, tiniként pedig statisztaként szerepelt különböző sorozatokban.
A gimnázium elvégzése után egy caracasi egyetemen folytatta tanulmányait, pszichológiát és drámát hallgatott 1 évig. Karrierje 1992-ben kezdődött, amikor Guárico államot képviselve részt vett a "Miss Venezuela Internacional" elnevezésű szépségversenyen, ahol elnyerte a "Miss Body" címet. Ekkor kezdődött modellkarrierje, ami számos elismerést hozott Gaby számára, őt azonban a színészet vonzotta.

## Pályafutása

### Venezuela
Először a Mundo de fieras (Fenevadak világa) című telenovellában tűnt fel. A Venevision gondozásában készült sorozatot a Marte televízió produkciója, a Divina obsesión (Isteni megszállottság) követte, ahol szintén kisebb szerepet kapott. 1992-ben a La loba herida (Marte Televisión) című sorozatban játszott. Az utóbbi két produkció érdekessége, hogy mindkettőben szerepelt Johnny Nessy, a színésznő akkori barátja. Az 1993-ban forgatott Rosangélica című sorozatban Karlát alakította, majd megkapta Celina Hidalgo szerepét a María Celeste című telenovellában.
Első jelentősebb szerepét a Morena Clarában kapta 1994-ben, ahol az ördögi Linda Pradót formálta meg. Alakításának köszönhetően rá osztották a Quirpa de tres mujeres  egyik főszerepét (Emiliana Echeverría Salazar), amely címéhez hűen három nő szerelmi történetét mutatja be. Első igazi főszerepét 1995-ben, a Nincs hozzád hasonlóban (Como tú, ninguna) kapta, ahol partnere Venezuela egyik legnépszerűbb színésze, Miguel de León volt. Gilda Barreto és Raquel szerepe nagy kihívást jelentett, hiszen nem könnyű életre kelteni a "jót" és "gonoszt" egyszerre. Gaby azonban ezt is kiválóan megoldotta, hiszen a Como tú, ninguna Venezuela egyik legnépszerűbb sorozata lett, s több mint 80 országba adták el. Gabriela kezdetben nem kedvelte színész kollégáját Miguel de Leónt, azonban a forgatás végére már egy pár voltak. Kiléptek akkori kapcsolatukból, így semmilyen akadály nem állt szerelmük útjába.
1997-ben Amarantát játszotta a Todo por tu amorban (Mindent a szerelmedért), ami pályafutása egyik legkiemelkedőbb szerepe. Miguellel még ebben az évben összeházasodtak. A polgári esküvő 1997 szeptemberében volt, a templomi ceremóniát pedig október 22-én tartották a Santa Rosa de Lima templomban. Az esküvőt több millióan követhették figyelemmel, hiszen a tv-ben is közvetítették.

### Mexikó
Nem sokkal az esküvő után a színésznő újabb szerepajánlatot kapott, ezúttal az egyik legnagyobb sorozatgyártótól, a Televisától. Carlos Romero, akivel együtt dolgozott a Como tú, ningunában kettős szerepet ajánlott számára a La usurpadora című mexikói sorozatban. Gaby némi gondolkodás után elfogadta az ajánlatot, hiszen tudta, hogy a sorozat igazi kiugrási lehetőség lehet számára. Gaby férjével és ikertestvérével Mexikóba költözött és nemsokára elkezdődtek a Paula és Paulina forgatási munkálatai. A színésznőt ebben a sorozatban szinkronizálta először állandó magyar hangja, Orosz Anna. A telenovella szereplői olyan elismert színészek voltak, mint Fernando Colunga, aki az Esmeralda sikere után a legnépszerűbb színészek sorába emelkedett, vagy Libertad Lamarque akinek munkássága egész Dél-Amerikában rendkívül elismert volt. A forgatást apróbb nézeteltérések nehezítették, Chantal Andere kezdetben nem kedvelte venezuelai kolléganőjét, ám később rendkívül jó barátság alakult ki kettejük között. Paulina Martínez és Paola Bracho alakja meghozta a várva várt sikert, a La usurpadora hihetetlen népszerűségnek örvendett. Mexikóban a közönség 50%-a követte napról napra a Bracho család életének alakulását, az utolsó részt pedig a lakosság 70%-a nézte. A Paula és Paulina nemcsak 1998 legjobb sorozata, hanem minden idők legnézettebb telenovellája lett Mexikóban, amit a mai napig egyetlen sorozatnak sem sikerült felülmúlnia. Ezt a sorozatot Magyarországon elsőként az RTL Klub kereskedelmi csatorna tűzte képernyőre 1999-ben. Még a szintén nagy sikernek örvendő Abrázame muy fuertének és Amor realnak sem. A sorozatot 120 országban sugározták, és 25 nyelvre fordították le. A La usurpadora tehát beváltotta a hozzá fűzött reményeket és nemzetközi elismerést hozott Gaby számára. Következő mexikói munkája a nálunk is bemutatott Por tu amor (Szeretni bolondulásig) című sorozat volt, melyben María del Cielo Montalvót alakította. Ezt egy újabb kettős szerep követte, Gaby a La Intrusában Virginia Martínez és Vanessa Roldán szerepét játszotta. A sorozat A betolakodó címen nálunk is látható volt, melyben a Paula és Paulinához hasonlóan egy ikerpár körül zajlott a cselekmény.

### USA
A 3 mexikói sorozatot követően Gaby nem hosszabbította meg szerződését a Televisával, ehelyett a Telemundo csatornához szerződött.
Első munkája a Telemundónál a A bosszú (La venganza) volt, amelyben kezdetben bokszolónőt alakított.
A sorozat forgatásán ismerkedett meg José Ángel Llamasszal, akivel volt egy rövid ideig tartó kapcsolata. 2003-ban, 6 évig tartó házasság után Gaby és férje, Miguel elváltak.
2004-ben szerepelt a A szerelem foglyai (Prisionera) című sorozatban, amelyben partnere Mauricio Islas volt (őt később Gabriel Porras váltotta). A történet szerint a Gabriela által megformált Guadalupe Santos hosszú börtönbüntetést kap, azonban mielőtt szabadulhatna a börtönből, kénytelen megszökni. A szökést, és Lupe sorsának alakulását kíséri végig a sorozat.
Következő sorozata 2006-ban forgatott Második esély (Tierra de pasiones) volt. Ebben Valeria San Románt alakította, partnere pedig az a Saúl Lisazo volt, akivel korábban a Szeretni bolondulásig-ban (Por tu amor) is együtt dolgozott.
2007-ben Gaby ötlete alapján a Telemundo tető alá hozta a Dona Barbara című sorozatot, melynek címszerepét a színésznőnek szánták, ám 2008-ban, a forgatások megkezdésekor Gaby teherbe esett akkori párjától, így elvették tőle a szerepet és Edith Gonzaleznek adták. Miután elesett a szerepálmától, Gaby elhagyta a miami székhelyű gyártót és visszaköltözött Mexikóba.
Gyermeke születése után egy évvel, 2009 decemberében kiderült, hogy Gaby Spanic hamarosan újra a Televisával forgat sorozatot: 2010 januárjában meg is kezdte a forgatásokat a Soy tu duena (itthon A csábítás földjén illetve Riválisok) című sorozatban, ahol a főgonosz, Ivana Dorantes szerepét játszhatta el Lucero és Fernando Colunga mellett. Utóbbival a Paula és Paulina után 12 évvel forgatott újra együtt. A sorozat forgatását és vetítését befejezve még 2010-ben elhagyta a Televisát, hogy a TV Aztecához szerződjön. A színésznő többek között szintén a szerepálmának tekintett Emperatriz (itthon A császárnő) című sorozat főszerepéért igazolt át. A sorozat beváltotta a hozzá fűzött reményeket, Mexikóban és nemzetközi szinten is sikeres volt: olyannyira, hogy a 2011-es év legtöbb helyre eladott telenovellájává avanzsált.
Az Emperatriz forgatását befejezve 2011 novemberében Gaby Magyarországra látogatott a sorozatot promózni.
2012-ben A bosszú angyala című telenovellában játszott főszerepet Eduardo Capetillo, Michelle Vieth, Saby Kamalich és Jorge Alberti mellett. Ez a sorozat volt Gaby utolsó főszerepe. Érdekesség, hogy a színésznő pályája során az összes sorozatát sikerre vitte, azonban A bosszú angyala Mexikóban és mindenhol máshol, ahol bemutatásra került, megbukott.
2013-ban egy brazil turné során egy rádióinterjúban a színésznő maga jelentette be, hogy a nagysikerű brazil tévésorozatból, A homok titkaiból készít feldolgozást a Tv Aztecával, melynek kettős főszerepét ő fogja eljátszani. A projekt végül nem valósult meg, mivel a mexikói gyártó elvette a színésznőtől a főszerepet.
Ugyanebben az évben a Te Quiero México ... Te Quiero Limpio Program műsorvezetőjeként debütált, mexikói kultúrát vonva be ebbe a projektbe, amelyet szombatonként a Tv Azteca10 jel mutat be.
2014-ben aztán tíz epizód erejéig részt vett a Siempre tuya Acapulco (itthon Elfeledett szerelem) című telenovellában, ahol Fernanda Montenegro ügyésznőt játszotta.
2015-ben a La Pista de Danza műsorán debütált a Baila si Podemos programmal, amelyet a harmadik adásban elhagyott. Még ebben az évben lejárt a szerződése a Tv Aztecával, amit egyik fél sem kívánt meghosszabbítani.
Televíziós pályafutását követően Gaby a színházban tért vissza, ahol 2016 és 2018 között az Un Picasso című darabban játszott és debütált Ignacio López Tarso mexikói színész mellett.
2018 és 2019 között a Divinas című darab stábja volt.
2021-ben aztán visszatért a telenovellák világába a Televisahoz, ahol a Si nos dejan (Ha elhagynak minket) című sorozatban alakítja a címszereplő barátnőjét.

### Visszatérés a televízióhoz, Magyarországon
2020. szeptember 13-án a TV2 bemutatta új műsorának, a Dancing with the Stars-nak a versenyzőit, melyben nagy meglepetésként Gabriela Spanic is részt vett, Andrei Mangra oldalán. Gaby végül egészen a döntőig menetelt, ahol a második helyet szerezte meg. A színésznő 2020. december 14-én hagyta el Magyarországot, mint mondta:
 ,,A szívem egy darabja itt marad Magyarországon."
A műsor második évadában visszatért mint vendég szereplő; illetve az utolsó két adásban vendég zsűritag volt. A harmadik évadban ismét visszatért, mint vendég zsűritag.

## Magánélete
Miután Gabriela szerződése lejárt a Telemundóval, nem hosszabbította meg a csatornával, és nem kötött újabb megállapodást egyik tévétársasággal sem. E tényt nyilatkozatban erősítette meg hivatalos weboldalán.
2008. január végén került napvilágra a hír, miszerint a színésznő 4 hónapos terhes. Az értesülést elsők között a TV Notas című mexikói magazin közölte január 29-ei számában. Pár hónappal később kiderült, hogy a színésznő kisfiút vár.
2008. július 7-én, hétfőn reggel, 08:18-kor adott életet első gyermekének a Mount Sinaí kórházban, Miamiban. Az egészséges kisfiú a Gabriel de Jesús nevet kapta, és édesanyjával együtt kiváló egészségnek örvendett. A színésznő úgy nyilatkozott, hogy „a baba az élet és Isten legszebb ajándéka, és hálás a jókívánságokért, valamint a folyamatos támogatásért”.

## Filmszerepei

### Telenovellák
| Év        | Cím                                           | Szerepnév                                         | Magyar hangja                                      | TV stúdió  | szülők    | jegyzet                 |
| --------- | --------------------------------------------- | ------------------------------------------------- | -------------------------------------------------- | ---------- | --------- | ----------------------- |
| 1989      | La fuerza de los humildes                     | Ismeretlen                                        | –                                                  |            |           |                         |
| 1990      | Adorable Mónica                               | Rute                                              | –                                                  |            |           |                         |
| 1991      | Fenevadak világa Mundo de fieras              |                                                   | –                                                  | Venevision | Venezuela | Támogatás szereplőgárda |
| 1991      | Rosangélica                                   | Karla                                             | –                                                  | Venevision | Venezuela | Támogatás szereplőgárda |
| 1992      | Isteni megszállottság Divina obsesión         | Aurora                                            | –                                                  | Venevision | Venezuela | Támogatás szereplőgárda |
| 1992      | A sérült farkas La loba herida                |                                                   | –                                                  | Venevision | Venezuela | Támogatás szereplőgárda |
| 1993      | Morena Clara                                  | Linda Prado                                       | –                                                  | Venevision | Venezuela | Antagonista             |
| 1994      | María Celeste                                 | Celina Hidalgo                                    | –                                                  | Venevision | Venezuela | Antagonista             |
| 1994–1995 | Nincs hozzád hasonló Como tú, ninguna         | Gilda Barreto Raquel Sandoval                     | Németi Emese                                       | Venevision | Venezuela | Főszereplő              |
| 1996      | Három asszony Quirpája Quirpa de tres mujeres | Emiliana Echeverría                               | –                                                  | Venevision | Venezuela | Co-főszereplő           |
| 1997      | Mindent a szerelmedért Todo por tu amor       | Amaranta Rey                                      | –                                                  | Venevision | Venezuela | Antagonista             |
| 1998      | Paula és Paulina La usurpadora                | Paula (Paola) Martínez de Bracho Paulina Martínez | Orosz Anna                                         | Televisa   | MEX       | Főszereplő              |
| 1999      | Szeretni bolondulásig Por tu amor             | María del Cielo Montalvo Aurora Montalvo          | Orosz Anna                                         | Televisa   | MEX       | Főszereplő              |
| 2001      | A betolakodó La intrusa                       | Virginia Martínez Roldán Vanessa Martínez Roldán  | Orosz Anna                                         | Televisa   | MEX       | Főszereplő              |
| 2002–2003 | A bosszú Valentina titka La venganza          | Valentina Díaz Valentina Valerugo Fontana         | Orosz Anna                                         | Telemundo  | COL USA   | Főszereplő              |
| 2004      | A szerelem foglyai Prisionera                 | Guadalupe (Lupe) Santos                           | Orosz Anna                                         | Telemundo  | COL USA   | Főszereplő              |
| 2004      | Numai Iubirea                                 |                                                   |                                                    | Acasă TV   | ROM       | Különleges részvétel    |
| 2006      | Második esély Tierra de pasiones              | Valeria San Román                                 | Orosz Anna (RTL Klub) Mezei Kitty (Zone Romantica) | Telemundo  | USA       | Főszereplő              |
| 2010      | A csábítás földjén Riválisok Soy tu dueña     | Ivana Dorantes Rangel                             | Orosz Anna (RTL Klub) Mezei Kitty (Zone Romantica) | Televisa   | MEX       | fő-Antagonista          |
| 2011      | A császárnő Emperatriz                        | Emperatriz Del Real Jurado                        | Orosz Anna                                         | TV Azteca  | MEX       | Főszereplő              |
| 2012–2013 | A bosszú angyala La Otra Cara del Alma        | Alma Hernández Quijano                            | Orosz Anna                                         | TV Azteca  | MEX       | Főszereplő              |
| 2014      | Elfeledett szerelem Siempre tuya Acapulco     | Fernanda Montenegro                               | Orosz Anna                                         | TV Azteca  | MEX       | Fejezet 86- 94          |
| 2021      | Alicia új élete Si Nos Dejan                  | Fedora Montelongo                                 | Orosz Anna                                         | Televisa   | MEX       | Co-főszereplő           |
| 2022      | Háborgó szívek Corazon guerrero               | Elisa Corso vda. de Sánchez                       | Orosz Anna                                         | Televisa   | MEX       | Co-főszereplő           |
| 2024      | Éltető szerelem Vivir de amor                 | Mónica Rivero Cuéllar                             | Orosz Anna                                         | Televisa   | MEX       | fő-Antagonista          |

### Epizódszerepek
| Év   | Cím                    | Epizódcím                  | Szerepnév | TV Stúdió             | szülők |
| ---- | ---------------------- | -------------------------- | --------- | --------------------- | ------ |
| 2005 | Decisiones             | Un amor verdadero          | Mariela   | Telemundo             | USA    |
| 2007 | Decisiones             | A la tercera va la vencida | Daniela   | Telemundo             | USA    |
| 2018 | Heredadas              | Alma Vida y Corazón        | Alma      | Tv Azteca Cine Latino | MEX    |
| 2021 | Esta Historia me suena |                            | Rosario   | Televisa              | MEX    |
| 2023 | Amores que Engañan     |                            | Elisa     | Lifetime              | MEX    |

### Játékfilm
| Év   | Cím                                | Szerepnév                  | TV Stúdió       |
| ---- | ---------------------------------- | -------------------------- | --------------- |
| 1999 | Paula és Paulina – A befejező film | Paulina Martínez de Bracho | Televisa        |
| 2022 | Amor en Navidad                    |                            | Lifetime        |
| 2023 | La Usurpadora, the Musical         |                            | Pantelion Films |

### Show-műsorok
| Év         | Cím                                      | Szerepnév                                                | TV Stúdió | szülők | megjegyzés                         |
| ---------- | ---------------------------------------- | -------------------------------------------------------- | --------- | ------ | ---------------------------------- |
| 2001       | La Hora Pico                             | Lola cumbra hombres Tomasa Karina Algustina Matilde Lupe | Televisa  | MEX    |                                    |
| 2013       | Te Quiero México... Te Quiero Limpio     | önmaga                                                   | TV Azteca | MEX    | 1. évad / műsorvezető              |
| 2015       | Baila Si Puedes                          | versenyző                                                | TV Azteca | MEX    | 1.2 és 3 bemutatás / lemorzsolódás |
| 2019       | Teletón : Dinâmica ¿Quien es la máscara? | Cornejo                                                  | Televisa  | MEX    | törölve                            |
| 2020       | Dancing with the Stars                   | versenyző                                                | TV2       | HUN    | 2.helyezett                        |
| 2021       | La casa de los famosos                   | versenyző                                                | Telemundo | USA    |                                    |
| 2021- 2022 | Dancing with the Stars                   | zsűritag                                                 | TV2       | HUN    |                                    |
| 2023       | Top Chef VIP                             | versenyző                                                | Telemundo | USA    |                                    |

### Színház
| Év          | Cím                                                        | Szerepnév         |
| ----------- | ---------------------------------------------------------- | ----------------- |
| 2016 – 2018 | Un Picasso                                                 | Miss Fisher       |
| 2018 – 2019 | Divinas                                                    | La Viuda La Tonta |
| 2020        | "¡Ay por favor! La Usurpadora" – Una Comedia de Telenovela | Termelésben       |

## Gabriela 2005 Total
Az elnevezés Gaby 2005-ös projektjére utal, amely a színésznővel kapcsolatos termékeket tartalmaz. Ezek a következők:
- Naptár: 2005-ös naptár, melyben egyedi képek találhatók a színésznőről. A képek többségét Miamiban, New Yorkban, Las Vegasban, Los Angelesben és Puerto Ricóban készítették kimondottan a naptárban való megjelenésre.
- CD: zenei CD, amely 10 – elsősorban ballada és pop-rock műfajú – számot tartalmaz a színésznő előadásában. Ezek között van feldolgozás és saját szerzemény is.

Dalok listája
1. Chica Tv (3:29)
2. Yo no soy de nadie (3:27)
3. Y sin miedo (4:02)
4. Que te vayas (3:33)
5. La negra tiene tumbao (4:28)
6. Bajo mi piel (3:25)
7. Tengo fiebre (4:31)
8. Te amo a tiempo (3:53)
9. Una tal Guadalupe (3:35)
10. Prisionera (3:21)

Valamint Tierra de Pasiones főcímdal és Nesesito tu tierra betétdal a Második esélyben.
- Életrajzi könyv: Gabriela által írt könyv, melyben részletesen vall életéről. A könyv a Mi vida entre líneas („Életem sorokban”) címet viseli.
- DVD: válogatást tartalmaz interjúkból, illetve videóklipek is helyet kaptak a DVD-n.

## En Carne Viva 2014
Egy zenei producer javaslata után, ahol egy erős, szép és szeretett személyiségű nőt kerestek, Gabriela Spanic az En carne viva albummal tér vissza a zenéhez, amikor nemrégiben elindította a cég által elérni kívánt sikert a kilencedik hely elfoglalásában. kategóriában a legkeresettebb albumok Brazíliában. Jelenleg a spanic kiadta az Um Clip-et is azzal a dallal, amely az album nevét viseli.

### Dalok listája
1. .En Carne Viva
2. .Alma Llanera
3. .La vecina
4. .La hija de Nadie
5. .Te Amo A Tiempo
6. .El Alma de Taxco
7. .Eso no es de Hombres
8. .La Usurpadora
9. .Valiente
10. .Mi Destino Fue Quererte
11. .Tengo Fiebre

## Gaby Spanic Greatest Hits 2016
A Cd En carne Viva megjelenése után Gaby Spanic a Blast Stage Records-szal együttműködve aláírta a Sony Music Brasil-t, hogy kiadja Greatest Hist-jét, mindkét CD újrafelvételével, még 2017-ben is turnézott nyilvánosságra hozza a projektet.
Dalok listája
1. Donde Quiera que Vayas yo Iré
2. Yo no soy de nadie
3. Bajo mi piel
4. Y sin miedo
5. En Carne Viva
6. Alma Llanera
7. La vecina
8. Tengo Fiebre
9. La hija de Nadie
10. Eso no es de Hombres
11. Valiente
12. Mi Destino Fue Quererte

## Könyvek
- Vestigios de Liberdad
- Reflexiones de Gabriela Spanic
- Enigmas de Gabriela Spanic
- Mi vida entre recetas (2016)
- Mi vida entre líneas (2005)